# Епископ темишварски Стефан
Стефан (Стефан Авакумовић, Сентандреја око 1756 — Темишвар, 25. јун 1822) био је епископ Српске православне цркве на престолу горњокарловачких темишварских владика.

## Живот
Епископ Стефан рођен је у породици Авакумовић, пореклом из Коморана, где се некада налазила знатна српска заједница у којој су живеле познате српске породице. Породица Авакумовић се преселила из Коморана у „српску варош“ Сентандреју. У овом граду је око 1756. рођен Стефан Авакумовић. Отац Никола је био сентандрејски биров и сенатор, а брат му Павле, епископ у Араду (1786-1815).
Стефан, пошто је завршио гимназију, хуманитарне и правне науке, постао је канцелиста краљевске курије. Богословско образовање је стекао код архимандрита Јована (Рајића), најјачег богослова тога времена у целој Карловачкој митрополији. Митрополит Мојсије (Путник) примио га је у свој двор, рукоположио га у чин ђакона и презвитера и произвео за протосинђела. Када је 24. јуна 1789. замонашен у манастиру Гргетегу од архимандрита ковиљског Јована (Рајића), митрополит га је на Петровдан исте године произвео за архимандрита манастира Гргетега.
У том својству га је затекао и избор за епископа горњокарловачког у току синодског заседања од 15. јануара до 15. марта 1798. За епископа га је хиротонисао митрополит Стефан (Стратимировић) 21. марта исте године. Епископ Стефан (девети по реду) је седиште епархије пренео из Плашког у Карловац, јер је рекао: "Та овде не би ни медведи живели". Али се ни ту није дуго задржавао, јер је убрзо отишао у Беч на службу српског рефендара при Краљевској угарској канцеларији, уместо епископа темишварског Петра (Петровића), који је поднео оставку на овај положај. За време владичиног одсуства из епархије истом је управљао архимандрит Мојсије (Миоковић), потоњи епископ горњокарловачки.
Заузимањем митрополита Стефана епископ Стефан је премештен у Темишвар и устоличен овде 19. маја 1801. године. У овој епархији је епископ Стефан показао много више резултата, а нарочито на подизању нових и обнови старих храмова. Издао је као темишварски дијецезан Монашка правила, намењена банатским калуђерима. Правим тајним саветником је постао 1807. године и као такав учествовао је 1808. у раду државног сабора.
Умро је 25. јуна 1822. у Темишвару.